# Saint-Hilaire-les-Places
Saint-Hilaire-les-Places település Franciaországban, Haute-Vienne megyében. Lakosainak száma 830 fő (2022. január 1.). Saint-Hilaire-les-Places Bussière-Galant, Ladignac-le-Long, La Meyze, Nexon és Rilhac-Lastours községekkel határos.

## Népesség
A település népessége az elmúlt években az alábbi módon változott:
| Lakosok száma | 909  | 894  | 893  | 870  | 858  | 849  | 831  | 820  | 830  |
|               | 2013 | 2015 | 2016 | 2017 | 2018 | 2019 | 2020 | 2021 | 2022 |